# Martin Donnelly
Pour les articles homonymes, voir Donnelly.
Martin Donnelly, né le 26 mars 1964 à Belfast (Irlande du Nord), est un ancien pilote automobile britannique.

## Biographie
Révélé par ses performances en Formule 3, il accède en 1988 au championnat international de F3000, au sein de l'écurie Jordan Racing de son compatriote Eddie Jordan, qui devient également son manager. Avec deux victoires et la troisième place au classement général, il s'affirme comme la révélation de l'année. En fin d'année, il est recruté par l'écurie Lotus en tant que pilote essayeur, et est même un temps pressenti pour commencer la saison de Formule 1 à la place du pilote brésilien Nelson Piquet, incertain à la suite d'une mauvaise chute sur son yacht.
Toujours en F3000 chez Jordan Racing en 1989, Donnelly apparaît comme l'un des grands favoris de la saison. Il va pourtant décevoir en étant nettement dominé par son nouvel équipier Jean Alesi (qui décroche le titre) et en ne terminant que huitième du championnat. En cours de saison, il parvient tout de même à faire ses débuts en Grand Prix sur une Arrows en remplacement de Derek Warwick, blessé, à l'occasion du GP de France.
En 1990, Donnelly est titularisé par l'écurie Lotus, où il retrouve Derek Warwick. Compte tenu de la faiblesse du matériel dont il dispose, il ne peut guère se mettre en évidence, mais fait tout de même belle impression en réalisant des performances très proches de celles de son expérimenté coéquipier. Ces débuts intéressants sont interrompus par un terrible accident survenu lors des essais du GP d'Espagne à Jerez. Les images du pilote nord-irlandais gisant sur la piste (l'impact avec le rail fut tel que son cockpit en carbone n'y résista pas) les membres désarticulés, laissent craindre le pire. C'est la première fois depuis l'accident de Gilles Villeneuve en 1982 qu'un pilote est éjecté hors de sa machine. Malgré tout, Martin Donnelly parvient au fil des mois à recouvrer l'intégralité de ses moyens.
Contraint de mettre un terme à sa carrière, Donnelly a par la suite créé sa propre équipe de course en Angleterre. En 2010 il est directeur du développement de l'équipe Comtec et pilote en Coupe Lotus en tant qu'amateur.

## Résultats en championnat du monde de Formule 1
| Saison | Écurie                          | Châssis | Moteur          | Pneus    | GP disputés | Points inscrits | Classement |
| ------ | ------------------------------- | ------- | --------------- | -------- | ----------- | --------------- | ---------- |
| 1989   | Arrows Grand Prix International | A11     | Cosworth V8     | Goodyear | 1           | 0               | n.c.       |
| 1990   | Camel Team Lotus                | 102     | Lamborghini V12 | Goodyear | 12          | 0               | n.c.       |

## Résultats aux 24 Heures du Mans
| Année | Équipe            | Voiture      | Équipiers                          | Résultat |
| ----- | ----------------- | ------------ | ---------------------------------- | -------- |
| 1989  | Nissan Motorsport | Nissan R89C  | Julian Bailey / Mark Blundell      | Abandon  |
| 1990  | Nissan Motorsport | Nissan R90CK | Kenny Acheson / Olivier Grouillard | Abandon  |